# 白銀区
白銀区（はくぎん-く）は中華人民共和国甘粛省白銀市に位置する市轄区。

## 歴史
1985年5月14日に設置。

## 行政区画
5街道、3鎮、2郷を管轄：
- 街道弁事処：人民路街道、公園路街道、四竜路街道、工農路街道、紡織路街道
- 鎮：水川鎮、四竜鎮、王峴鎮
- 郷：強湾郷、武川郷

## 交通

### 鉄道
- 中国国家鉄路集団
  - 銀蘭旅客専用線
    - 白銀南駅

  - 包蘭線、紅会線（中国語版）
    - 白銀西駅

### 道路
- 高速道路
  -  京蔵高速道路
- 国道
  - G109国道
  - G341国道（中国語版）